# Mahmudu Bajo
Mahmudu Bajo, né le 15 août 2004 à Keneba en Gambie, est un footballeur international gambien qui évolue au poste de milieu défensif à l'Étoile rouge de Belgrade.

## Biographie

### En club
Né à Keneba en Gambie, Mahmudu Bajo est formé par le club local du RS Tallinding FC avant de rejoindre l'Espagne et le Grenade CF où il poursuit sa formation, puis la Slovaquie à l'été 2023, en signant avec le FK Železiarne Podbrezová.
Il joue son premier match en professionnel avec ce club, le 28 juillet 2023, lors de la première journée de la saison 2023-2024 de première division slovaque face au FK Dukla Banská Bystrica. Il est titularisé et son équipe s'impose par quatre buts à un.
Le 18 juillet 2024, Mahmudu Bajo rejoint un autre club slovaque, le FK DAC 1904 Dunajská Streda. Il signe un contrat de quatre ans, soit jusqu'en juin 2028.

### En sélection
Mahmudu Bajo est convoqué avec l'équipe de Gambie des moins de 20 ans pour participer en Coupe d'Afrique des nations du Sud des moins de 20 ans qui a lieu en février et mars 2023.
Après être sorti de la phase de groupe, la Gambie atteint la finale de la compétition après sa victoire face au Nigeria (1-0 score final). Il est titularisé lors de cette finale qui a lieu le 11 mars contre le Sénégal. Les Gambiens sont battus ce jour-là par deux buts à zéro.
Mahmudu Bajo honore sa première sélection avec l'équipe nationale de Gambie face aux Seychelles, le 8 juin 2024. Il entre en jeu à la place de Yankuba Minteh et son équipe s'impose par cinq buts à un.

## Palmarès
Gambie -20 ans
- CAN - 20 ans
  - Finaliste en 2023